# Список кардиналов, возведённых папой римским Целестином III

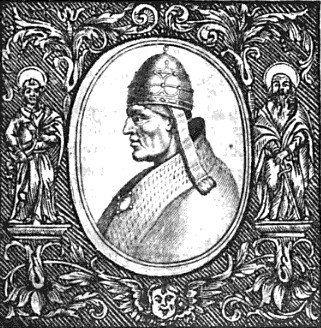
Папа Целестин III

Кардиналы, возведённые Папой римским Целестином III — 11 прелатов, клириков и мирян были возведены в сан кардинала на четырёх Консистории за почти семилетний понтификат Целестина III.

## Консистория от 1191 года
- Никколо Бобоне, племянник Его Святейшества (кардинал-дьякон с титулярной диаконией Санта-Мария-ин-Козмедин);
- Роффредо делл’Изола, O.S.B., аббат монастыря Монтекассино (кардинал-священник церкви Санти-Марчеллино-э-Пьетро);
- Гвидо (кардинал-священник церкви Сан-Марко);
- Джакомо Чезарини (кардинал-священник церкви Санта-Прасседе).

## Консистория от мая 1192 года
- Альберт Лувенский, епископ Льежа (титулярная диакония неизвестна).

## Консистория от 20 февраля 1193 года
- Джованни ди Сан-Паоло Колонна, O.S.B., аббат монастыря Сан-Паоло-фуори-ле-Мура, в Риме (никакой конкретной титулярной диаконии не назначено);
- Фиданцио (кардинал-священник церкви Сан-Марчелло);
- Пьетро Капуано старший, из сеньоров Капуи (кардинал-дьякон с титулярной диаконией Санта-Мария-ин-Виа-Лата);
- Бобоне ди Сан-Теодоро, каноник патриаршей Ватиканской базилики (кардинал-дьякон с титулярной диаконией Сан-Теодоро);
- Ченчо Савелли, каноник патриаршей Либерийской базилики, в Риме, и камерленго Святой Римской Церкви (кардинал-дьякон с титулярной диаконией Санта-Лючия-ин-Силиче).

## Консистория от 1195 года
- Симон Лимбургский, из герцогов Лотарингских (титулярная диакония неизвестна).